# Посткапитализм: путеводитель по нашему будущему
«Посткапитализм: путеводитель по нашему будущему» (англ. PostCapitalism: A Guide to our Future) — книга британского экономиста и журналиста левого толка Пола Мэйсона об угрозах капитализму со стороны цифровой революции. Книга вышла из печати в 2015 году в Великобритании.
Пол Мэйсон утверждает, что цифровая революция способна изменить знакомые нам понятия, такие как труд, производство, стоимость и даже уничтожить основанную на рынках и частной собственности экономику — по его мнению, это уже происходит. Он указывает на дополнительные валюты, кооперативы, самоуправляемые онлайн пространства (такие как Википедия). Автор также пишет о безусловном базовом доходе — в числе прочих мер, необходимость которых диктует несостоятельность экономики в её текущем виде. Из пепла глобального финансового кризиса у людей есть шанс создать более социально справедливую и устойчивую глобальную экономику, которую он представляет как утопический социализм.
В своей книге Пол Мэйсон ссылается на таких авторов, как Карл Маркс, Рудольф Гильфердинг, Роза Люксембург, Александр Богданов, Николай Кондратьев, Евгений Преображенский, Йозеф Шумпетер, Питер Друкер, Пол Ромер, Джереми Рифкин и других.